# Ostrykół
Ostrykół (niem. Ostrokollen) – wieś w Polsce położona w województwie warmińsko-mazurskim, w powiecie ełckim, w gminie Prostki, na Mazurach, nad rzeką Ełk.

## Historia

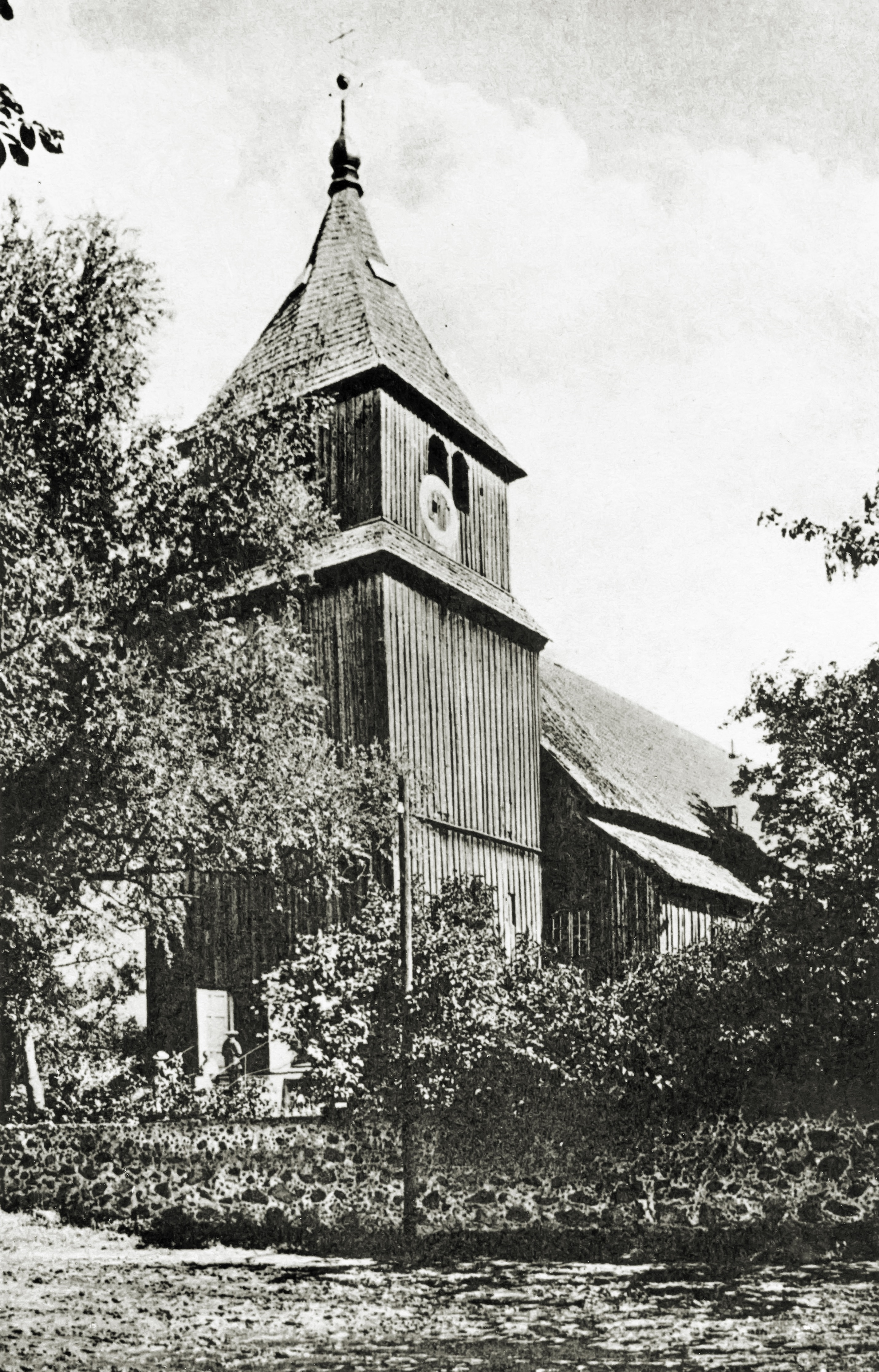
Kościół w Ostrymkole w okresie międzywojennym

Wieś lokowana na prawie chełmińskim w 1538 r., przez księcia Albrechta, który nadał 40 włók ziemi niejakiemu Daćbogowi, sołtysowi z Prostek, oraz mieszkańcom wsi Ostrykół (a więc wieś istniała już wcześniej). Trzy włoki należały do sołtysa, cztery do plebana i dodatkowo dwie na utrzymanie kościoła. Szkołę wiejską założono przy kościele niedługo po powstaniu wsi. W 1552 r. proboszcz z Ostregokołu – Lenart Chocznowski – zakupił 5 włók boru, znajdującego się między wsiami Długosze, Kosewo i Wiśniowo.
Podczas najazdu tatarskiego hetmana Gosiewskiego w 1656 wieś została doszczętnie spalona, łącznie z kościołem i znajdującą się we wsi biblioteką. W jasyr dostało się 1326 osób z parafii Ostrykół. Kościół został odbudowany w 1667 r. 
W latach 1713–1747 pastorem w Ostrymkole był Michał Grodzki (1682–1747) – tłumacz na język polski niemieckich pieśni religijnych, poeta, autor trzech pieśni o dżumie na Mazurach w 1709.
W okresie insurekcji kościuszkowskiej (1794) w okolicy działały oddziały powstańcze. Oddział rotmistrza Więckowskiego został pod Ostrykołem rozbity przez wojsko pruskie, dowodzone przez generała Günthera. W 1799 r. zakupiono organy do tutejszego kościoła. W 1821 we wsi mieszkało 160 osób.
W 1913 roku wieś liczyła 400 mieszkańców. W 1920 r. zlikwidowano parafię w Ostrymkole, przenosząc ją do Prostek. W 1938 r., w ramach akcji germanizacyjnej, zmieniono urzędowa nazwę wsi z Ostrokollen na Scharfenrade. W 1939 r. w Ostrykole mieszkały 222 osoby.
W 1950 r. wieś wraz z całą gromadą Prostki została wyłączona z powiatu ełckiego. W latach 1975–1998 miejscowość administracyjnie należała do województwa suwalskiego.
We wsi kręcono część zdjęć do filmu Wojciecha Wójcika "Sam pośród swoich" (1985).

## Zabytki

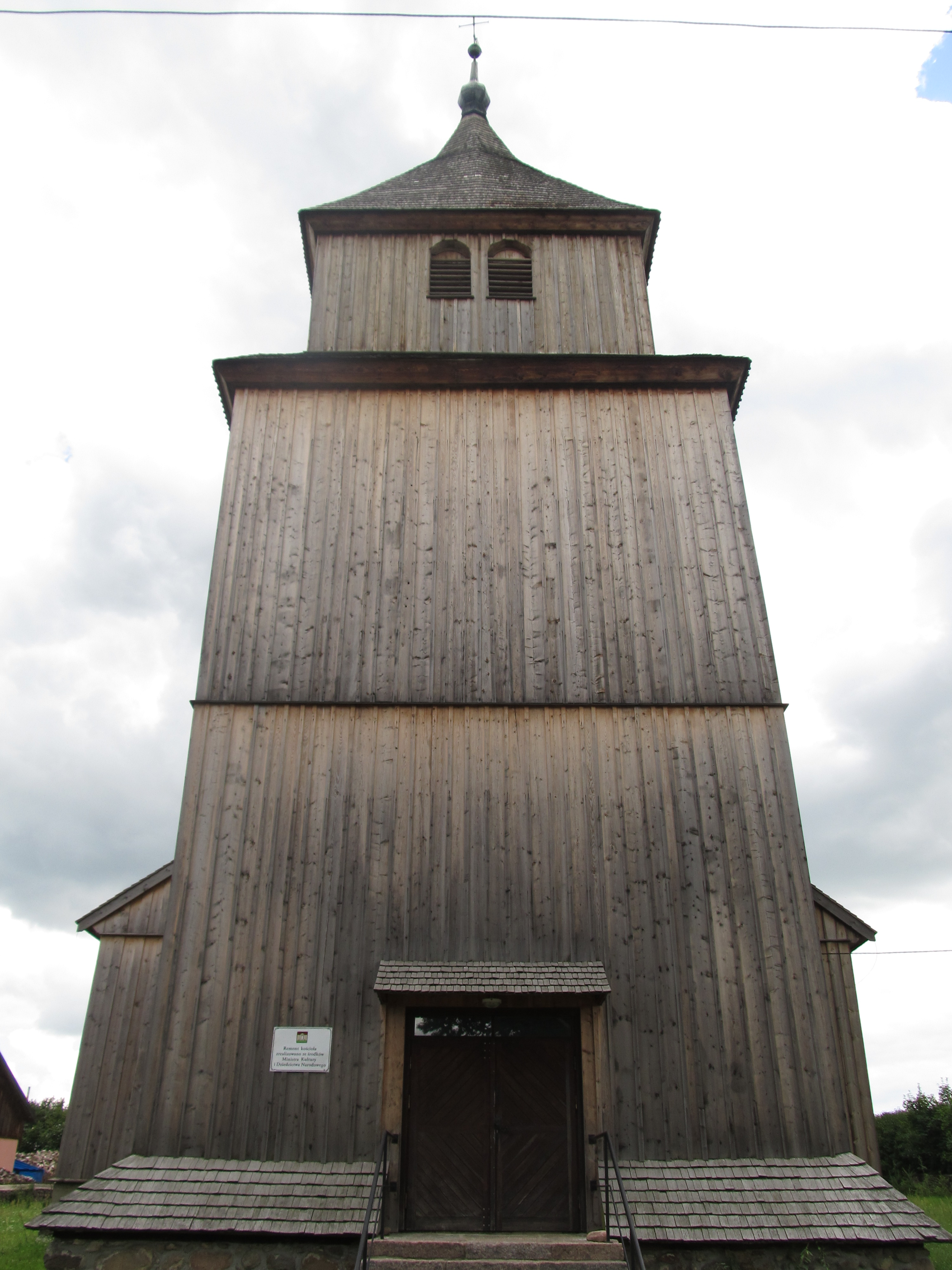
Wieża kościoła

- We wsi znajduje się dawny ewangelicki drewniany kościół z 1667 roku, jeden z nielicznych na Mazurach. Był on odrestaurowany w 1933 r. We wnętrzu barokowy ołtarz główny z 1683 r., barokowe organy z 1799[4] i empory oraz ambona i belka tęczowa[5], świecznik z głowa jelenia (1700). Przy wejściu znajduje się tablica (w języku niemieckim), upamiętniająca poległych mieszkańców z okresu I wojny światowej.
- W pobliżu osady znajduje się grodzisko Jaćwingów

## Ludzie związani z miejscowością
- Michał Grodzki, pastor z Ostregokołu, ur. w 1682 r. w Wieliczkach pod Ełkiem, autor pieśni Mór w Prusach w 1709 r., wydanej drukiem w Królewcu w 1711 r.
- Sebastian Fedorowicz, pastor z Ostregokołu, rektor (pierwszy nauczyciel) w szkole w Ełku w latach 1730-1734.
- Jan Jakub Stern, pastor z Ostregokołu, pochodzący ze wsi Malinówka pod Ełkiem, kolega szkolny Gustawa Gizewiusza i jego bliski współpracownik, autor artykułów publikowanych w Die polnische Schprachfrage in Preussen.
- Emil Stern, pastor z Ostregokołu, obrońca języka polskiego w szkole i kościele.
- Zygmynt Pianka, pastor z Ostregokołu, obrońca języka polskiego w szkole i kościele.
- Jakub Siwek, pastor z Ostregokołu, obrońca języka polskiego w szkole i kościele.
- Herman Schrage, pastor z Ostregokołu, obrońca języka polskiego w szkole i kościele.